# Martin Eiermann
Martin Eiermann (ur. 31 maja 1987 r. w Moguncji) – niemiecki wioślarz.

## Osiągnięcia
- Mistrzostwa Świata – Poznań 2009 – ósemka wagi lekkiej – 6. miejsce[1].